# Nephrotoma hubeiensis
Nephrotoma hubeiensis är en tvåvingeart som beskrevs av Yang 1987. Nephrotoma hubeiensis ingår i släktet Nephrotoma och familjen storharkrankar. Inga underarter finns listade i Catalogue of Life.